# Arto af Hällström
Gustaf Arthur (Arto) af Hällström, född den 1 augusti 1952 i Helsingfors, är en finländsk teaterregissör och grundare av Ryhmäteatteri. Han har regisserat också bland annat på Ylioppilasteatteri och Helsingfors stadsteater. Han regisserade sin generations kultpjäs Pete Q 1978. 1984 regisserade af Hällström på Ryhmäteatteri den skandalomsusade Jumalan rakastaja. Åren 1987 och 2015 regisserade han Molières Den inbillningssjuke på Finlands nationalteater. af Hällström har också arbetat som skådespelare i biroller i olika filmer. År  1988 var han producent för kortfilmen Sielun veljet Moskovassa. Han fungerade som fastanställd regissör vid Finlands nationalteater 1988–2015. 
af Hällström har dessutom skrivit och översatt sångtexter bland annat för bandet Johan Lewis & Korjaa Bois (där han spelade bas åren 1973-78 under artistnamnet Ronnie ”Fox” Dahlberg), för Samuli Edelmann och för Old Dudes.
Arto af Hällström är son till filmregissören Roland af Hällström och skådespelaren Elvi Saarnio. Han var gift med professor Raila Leppäkoski 1980–1996 och är gift med teaterregissören Leena Havukainen sedan 1996.